# 國立癌研究中心
國立研究開發法人國立癌研究中心（日语：／、National Cancer Center）是日本的國立研究開發法人。做為國立高度專門醫療研究中心（國家中心）之一，是日本對抗癌症的核心機構，負責提供惡性腫瘤的診療、研究、技術開發、調査、政策提案、人材培育、資訊提供。
前身為厚生勞動省直營的設施等機關國立癌中心。
作為在國際標準臨床研究等方面發揮核心作用的國內核心醫院，厚生勞動省將中央醫院與東醫院列為「臨床研究中核醫院」。

## 國立癌研究中心的目的與業務
依據高度專門醫療研究等獨立行政法人法第3條第1項，其目的是「癌症等惡性腫瘤醫療相關之調査、研究與技術開發，其相關之醫療提供、技術者研修等。作為國家醫療政策，致力於提升癌症等惡性腫瘤相關之先進與專業醫療服務，從而為改善和提升公共衛生做出貢獻」。
具體業務如下（該法第13條）。
- 癌症等惡性腫瘤醫療相關之調査、研究與技術開發（第1號）。
- 癌症等惡性腫瘤相關醫療提供（第2號）。
- 癌症等惡性腫瘤相關醫療之技術者研修（第3號）。
- 研修成果普及化及政策提案（第4號）。
- 相關附帶業務（第5號）。

## 沿革
- 1962年2月1日：於東京都中央區築地設立國立癌中心
- 1992年7月1日：在舊國立柏醫院與舊國立療養所松戶醫院整合的柏院區開設東醫院[7]，築地院區的醫院改稱中央醫院
- 1993年：柏院區開設研究所支所（現臨床開發中心）
- 1999年：中央醫院新棟完成
- 2005年：臨床開發中心成立（柏院區）
- 2006年：癌對策情報中心成立
- 2010年4月1日：改制為獨立行政法人國立癌研究中心
- 2014年6月1日：罕見癌中心成立
- 2015年4月1日：改制為國立研究開發法人，為國立研究開發法人國立癌研究中心。臨床開發中心改組為先端醫療開發中心
- 2016年1月1日：癌預防、檢診研究中心改組為社會與健康研究中心

## 組織
兩醫院皆被指定為臨床研究中核醫院。
- 中央醫院（築地）
- 東醫院（柏市） 
  - 先端醫療開發中心－與東京大學大學院開設合作講座（新領域創成科學研究科（日语：新領域創成科学研究科）先端生命科學專攻癌先端生命科學分野）。東醫院長、臨床腫瘤病理分野分野長、新藥開發分野分野長由該大學院教授、准教授兼任[10]。
- 社會與健康研究中心（築地） －2016年1月由症預防·檢診研究中心改組而成。分別在1970年與1981年被世界衛生組織指定為「胃癌第一次預防·診斷·治療」及「吸煙與健康」之協進中心。
- 癌對策情報中心（築地） －2006年成立，推出「癌情報中心（日语：がん情報サービス）」資訊網站與癌症統計「癌登錄（日语：がん登録）」（院內癌登錄、全國癌登錄），向國家、都道府縣、醫院提供多樣癌症資訊。
- 研究所 
  - 疾病基因組中心
- 企劃戰略局

## 先進醫療
- 中央醫院
  - 培美曲塞（Pemetrexed）靜脈給藥及順鉑靜脈給藥併用療法－肺癌（扁平上皮肺癌及小細胞肺癌除外，僅限從病理學判斷完全切除之患者。）
  - 經皮乳癌射頻燒灼術－早期乳癌（僅限於腫瘤1.5公分以下。）
  - 干擾素α皮下給藥及Zidovudine口服給藥併用療法－成人T細胞白血病淋巴瘤（僅限有症狀燜燃型或無預後不良因素的慢性型。）
  - 術前S-1口服、順鉑靜脈投藥及賀癌平靜脈投藥併用療法－可切除且有高度淋巴轉移之胃癌（僅限HER2陽性。）
  - 帝盟多用量強化療法－膠質母細胞瘤（僅限於初次發作初次治療後復發或惡化的患者 。）
  - FOLFIRINOX療法－膽道癌（僅限無法切除或術後復發。）
  - 術後Capecitabine口服投藥及Oxaliplatin靜脈投藥併用療法－小腸腺癌（僅限於I期、II期或III期，從肉眼觀察及病理學判斷完全切除之患者。）
  - 質子治療－可根除性切除的肝細胞癌（僅限初發、單獨、且腫瘤大小為三至十二公分。）【質子線治療實施設施】
  - 質子治療－可根除性切除的肝細胞癌（僅限初發、單獨、且腫瘤大小為三至十二公分。）【質子線治療實施設施】
  - 術後阿斯匹林口服給藥－下直腸除外之大腸癌（僅限III期、從肉眼觀察及病理學可判斷完全切除之患者。）
  - 探針型雷射掃描共軛焦顯微鏡之胃上皮性病變診斷－胃上皮性病變
  - 周術期Durvalumab靜脈給藥療法－肺尖-胸腔入口腫瘤（僅限於化學放射線療法後，無同側肺門淋巴結、縱隔腔淋巴結、同一肺葉或同側肺葉內的轉移及遠距轉移。）
  - 多基因套組檢查－進行復發型實體癌（僅限於非小細胞肺癌、乳癌、胃癌、大腸癌、胰臟癌或膽道癌。）
  - Metformin口服投藥及帝盟多口服投藥併用療法－膠質母細胞瘤（僅限於初次發作、帝盟多口服投藥及放射線治療併用療法後。）
  - Cyclophosphamide靜脈投藥療法－成人T細胞白血病（僅限於非血緣者之末梢血幹細胞移植。）
- 東醫院
  - 質子治療
  - 培美曲塞（Pemetrexed）靜脈給藥及順鉑靜脈給藥併用療法－肺癌（扁平上皮肺癌及小細胞肺癌除外，僅限從病理學判斷完全切除之患者。）
  - 經皮乳癌射頻燒灼術－早期乳癌（限腫瘤長1.5公分以下。）
  - 干擾素α皮下給藥及Zidovudine口服給藥併用療法－成人T細胞白血病淋巴瘤（僅限有症狀燜燃型或無預後不良因素的慢性型。）
  - 術前S-1口服、順鉑靜脈投藥及賀癌平靜脈投藥併用療法－可切除且有高度淋巴轉移之胃癌（僅限HER2陽性。）
  - 周術期Carperitide靜脈投藥復發抑制療法－非小細胞肺癌（電腦斷層確認為非浸潤性除外）
  - FOLFIRINOX療法－膽道癌（僅限無法切除或術後復發。）
  - 術後Capecitabine口服投藥及Oxaliplatin靜脈投藥併用療法－小腸腺癌（僅限於I期、II期或III期，從肉眼觀察及病理學判斷完全切除之患者。）
  - 質子治療－可根除性切除的肝細胞癌（僅限初發、單獨、且腫瘤大小為三至十二公分。）【質子線治療實施設施】
  - 質子治療－可根除性切除的肝細胞癌（僅限初發、單獨、且腫瘤大小為三至十二公分。）【外科治療實施設施】
  - 術後阿斯匹林口服給藥－下直腸除外之大腸癌（僅限III期、從肉眼觀察及病理學可判斷完全切除之患者。）
  - 探針型雷射掃描共軛焦顯微鏡之胃上皮性病變診斷－胃上皮性病變
  - 周術期Durvalumab靜脈給藥療法－肺尖-胸腔入口腫瘤（僅限於化學放射線療法後，無同側肺門淋巴結、縱隔腔淋巴結、同一肺葉或同側肺葉內的轉移及遠距轉移。）
  - 多基因套組檢查－進行復發型實體癌（僅限於非小細胞肺癌、乳癌、胃癌、大腸癌、胰臟癌或膽道癌。）

## 嚴重特殊傳染性肺炎感染
- 2020年4月1日，東京都內新增78名確診，其中兩人是國立癌研究中心中央醫院的女性看護師與男性醫師。由於男性醫師是門診醫師，因此醫院關閉大部分門診與入院收治[11]。

## 交通方式
- 中央醫院
  - 都營地下鐵大江戶線築地市場站步行3分
  - 東京地下鐵日比谷線築地站步行6分
  - 都營地下鐵淺草線東銀座站步行7分
- 東醫院
  - 筑波快線柏之葉校園站西口搭乘東武巴士西柏03、西柏04系統至「國立癌研究中心」巴士站下車
  - JR常磐線柏站西口搭乘東武巴士西柏01、柏44系統至「國立癌研究中心」巴士站下車
  - 東武野田線江戶川台站東口搭乘東武巴士西柏04系統至「國立癌研究中心」巴士站下車
  - 筑波快線、東武野田線流山大鷹之森站東口搭乘東武巴士西柏03系統至「國立癌研究中心」巴士站下車
  - 羽田機場搭乘往柏站西口之利木津巴士（京濱急行巴士、東武巴士共同運行）至「國立癌研究中心」巴士站下車

## 外部連結
- 國立癌研究中心 （页面存档备份，存于）
  - 癌情報服務 （页面存档备份，存于）
- 國立癌研究中心的Facebook專頁
- YouTube上的國立癌研究中心頻道